# SN 1958B
SN 1958B – supernowa odkryta 5 grudnia 1958 roku w galaktyce A023706+0119. W momencie odkrycia miała maksymalną jasność 18,00m.